# Brachysema celsianum
Brachysema celsianum är en ärtväxtart som beskrevs av Lem.. Brachysema celsianum ingår i släktet Brachysema och familjen ärtväxter. Inga underarter finns listade i Catalogue of Life.